# Nuage anthropogénique

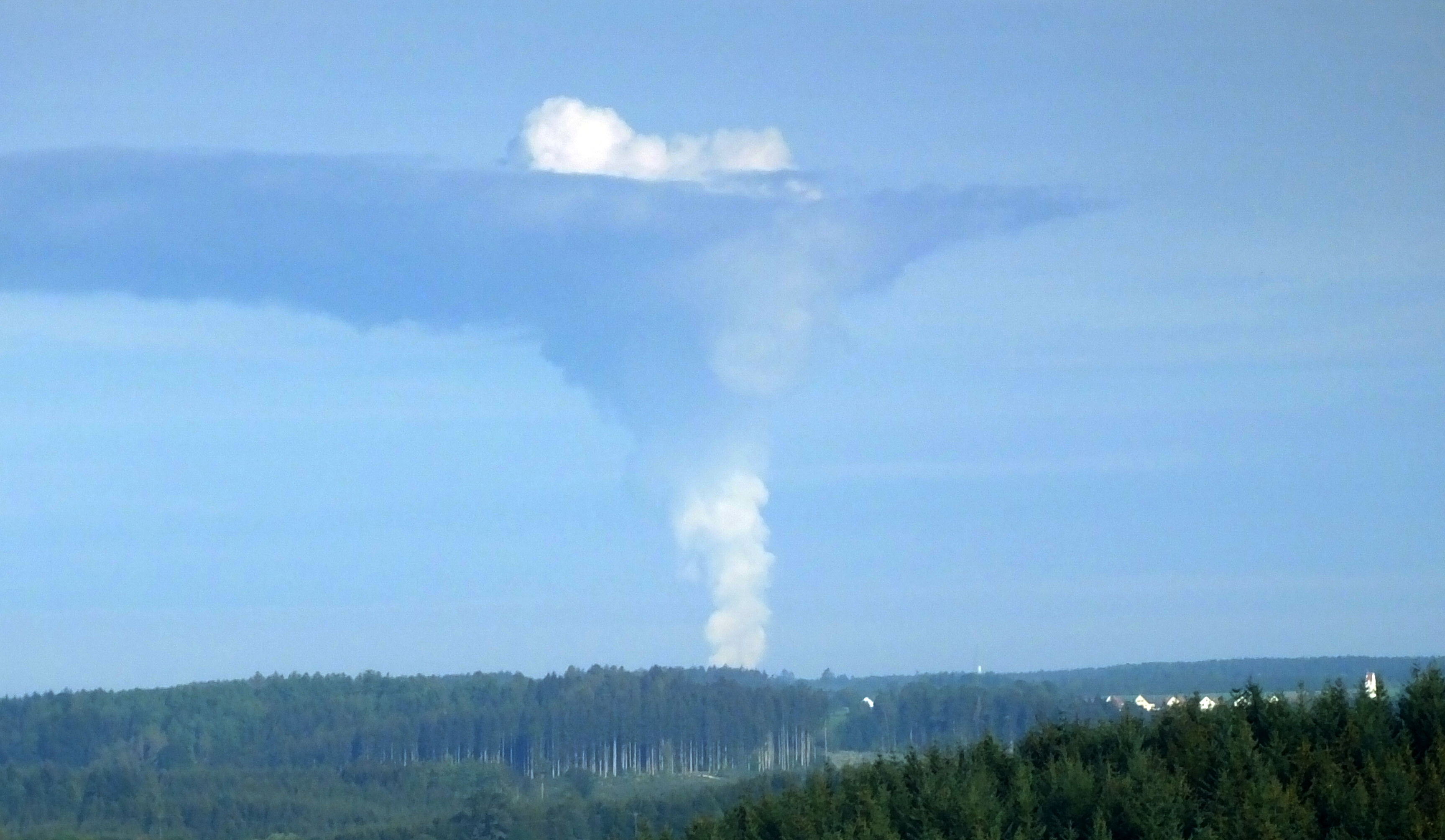
Panache de vapeur d'eau issu des tours de refroidissement de la centrale nucléaire de Gundremmingen, en train de former un nuage artificiel (Homomutatus), en Allemagne

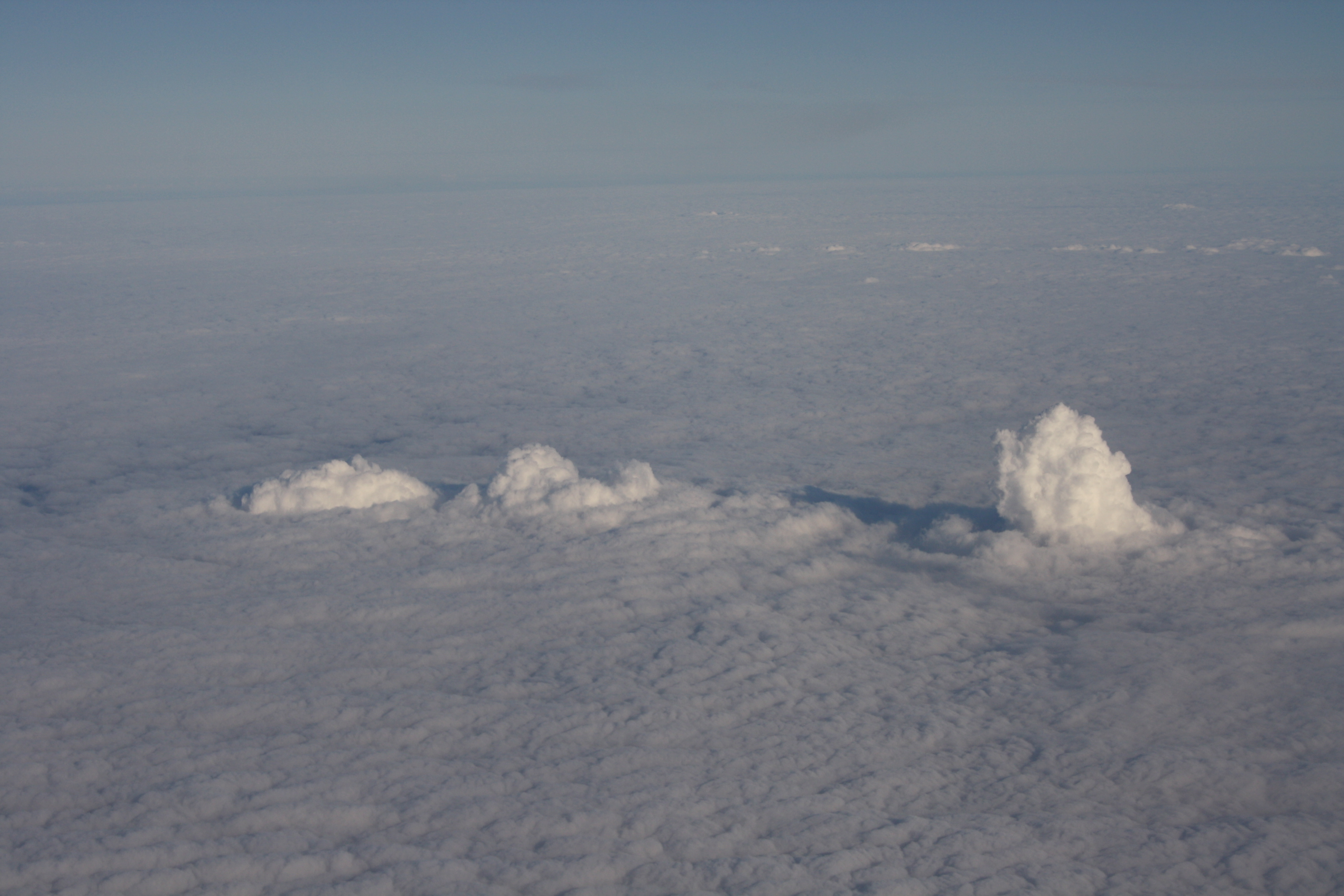
Photo aérienne montrant 3 nuages issus des panaches de vapeur des centrales thermiques de Frimmersdorf (à gauche), de Neurath (au centre) et de Niederaussem (à droite), qui tous ont traversé la couche nuageuse dense (Nord-Ouest de Cologne)

Un nuage anthropogénique (ou nuage anthropique ou nuage artificiel), ou encore « homogenitus » selon l'Atlas international des nuages de 2017, est un nuage dont la formation et/ou la persistance sont artificiellement induites par les activités humaines (volontairement ou involontairement).
Selon leurs sources et les circonstances, il peut s'agir de petits nuages solitaires évanescents, ou ces nuages peuvent au contraire s'étendre sur de très vastes étendues et perdurer des heures jusqu'à des dizaines d'heures ; alors leur vapeur d'eau ou les cristaux de glace qu'ils contiennent modifient considérablement les propriétés de l'atmosphère, en termes d'albédo, de turbulence, de température et d'humidité notamment.

## Histoire et origine des nuages artificiels
Ces nuages sont par définition des artéfacts typiques de l'anthropocène, mais leur visibilité et leur fréquence datent essentiellement des débuts de la révolution industrielle. Les cirrus artificiels induits par les avions sont encore plus récents : ils ne sont largement visibles dans le ciel que depuis la fin du XXe siècle et peuvent maintenant s'étendre sur une grande partie du ciel, en modifiant significativement les températures et la pluviométrie à méso-échelle ou même à grande échelle.
Depuis 250 ans, l'utilisation massive et constante de combustible fossile (charbon, puis pétrole et gaz naturel), et l'injection dans l'air de grandes quantités de vapeur d'eau et de particules (y compris dans la haute atmosphère périodiquement traversée par des fusées et où circulent constamment des milliers d'avions à réaction) ajoutent à la fois de l'humidité et des noyaux de condensation et de congélation (CNN pour cloud condensation nuclei en anglais).
Les caractéristiques climatiques et physico-chimiques de cette atmosphère sont, dans le même temps, elles-mêmes modifiées par l'Homme via le forçage radiatif induit par les émissions de gaz à effet de serre ; autant d'éléments susceptibles d'induire la formation de nuages à des moments, lieux et/ou altitudes où ils ne devraient normalement pas se former ou persister.
Remarque : On sait aussi fabriquer expérimentalement de petits nuages artificiels dans les chambres à brouillard.

### Vocabulaire, classifications
Les météorologues et physiciens de l'atmosphère utilisent une taxinomie latine internationale spécifique pour scientifiquement mieux décrire les nuages et plus facilement archiver les photographies de nuages ainsi que les données relatives à ceux-ci.
Tous les nuages peuvent ainsi classés selon leur altitude (basse, moyenne ou élevée) et en 12 genres, regroupant des espèces, pouvant elles-mêmes être déclinées en variétés.
Un premier atlas international a répertorié et nommé les diverses formes de nuages connues en 1896. Il a été mis à jour en 1932 et 1956, puis en 2017 où 12 nouveaux taxons sont apparus, dont deux décrivent les nuages anthropogéniques de la haute atmosphère :
1. Homogenitus : décrit typiquement une traînée d'avion, et plus rarement de fusée ou de missile (ex :Cumulus mediocris homogenitus), ou tout nuage artificiel issu d'un processus industriel (ex : « nuages cumuliformes » générés par les tours de refroidissement). Le nom du genre approprié est donné aux nuages manifestement créés par une activité humaine, suivi du qualificatif « homogenitus ». Ainsi un cumulus créé par une source industrielle sera nommé cumulus (de même éventuellement pour l'espèce ou la variété), suivi du qualificatif homogenitus[1]. Par exemple, Cumulus mediocris homogenitus[6] ;
2. Homomutatus : décrit un nuage homogenitus persistant, ayant évolué pour prendre peu à peu l'apparence d'un nuage plus naturel, par exemple sous l'effet de vents forts d'altitude, conduisant à la formation d'un cirrus (ex :Cirrus floccus homomutatus, Cirrocumulus homomutatus ou Cirrostratus homomutatus ou Cirrus fibratus vertebratus homomutatus)[7],[8].

### Anthropogenèse
Le point commun à tous les nuages artificiels est l'existence d'une cause humaine à la nucléation de micro-gouttelettes d'eau ou cristaux de glace dans des conditions où elle ne se produirait normalement pas. Une source directe de nucléation de l'eau-vapeur peut être des particules directement injectées dans l'air (suies, particules en suspension comme les PM10, PM2.5, etc., issues de divers types de combustion par exemple), mais on a découvert au XXe siècle que les vapeurs très diffuses d’acide sulfurique, d’ammoniaque, d'amines et de divers composés organiques hautement oxygénés peuvent, dans l'atmosphère, aussi facilement déclencher la nucléation de gouttelettes, qui elles-mêmes engendrent la formation de nuages.
Outre les véhicules et usages individuels de combustibles, ces sources peuvent également être industrielles et agricoles (engrais azotés notamment). Dans ce registre la cause la plus fréquente semble être la vapeur d'acide sulfurique très présente dans l'atmosphère en raison de sa faible pression de vapeur, et d'autre part car son précurseur (dioxyde de soufre, SO2 y est régulièrement libéré par l'activité volcanique (plusieurs millions de tonnes/an pour un volcan comme le Stromboli, souvent émises avant l'éruption), et comme résultant de l'oxydation du sulfure de diméthyle (ou DMS) abondamment synthétisé par le phytoplancton, et depuis 250 ans environ par les combustibles fossiles brûlés par l'Homme.

## Enjeux
Il est crucial de mieux comprendre le rôle et les interactions des aérosols anthropiques ainsi que des nuages artificiels avec le climat régional et planétaire, car les nuages et les aérosols restent la source d'incertitude la plus importante dans les modèles de changement climatique existants, alors qu'ils étaient les premiers facteurs de régulation naturels de la température terrestre. Tant que ces phénomènes ne seront pas mieux compris, ils diminueront notre capacité à estimer la sensibilité climatique et à bien anticiper les effets du dérèglement climatique.
Ces phénomènes sont complexes et difficiles à observer, notamment car une partie des noyaux de condensation ne sont pas des particules presque visibles telles que des suies ou poussières, mais des vapeurs présentes en concentration parfois infime dans l’atmosphère (« de l’ordre de partie par milliard, trillion et quadrillion » ; En 2016, « on estime que 45% des CCN sont créés par des vapeurs à faible volatilité, un processus appelé formation de nouvelles particules ou nucléation ».

## Typologies et exemples de nuages anthropogéniques

### Cirrus créés par les avions à réaction

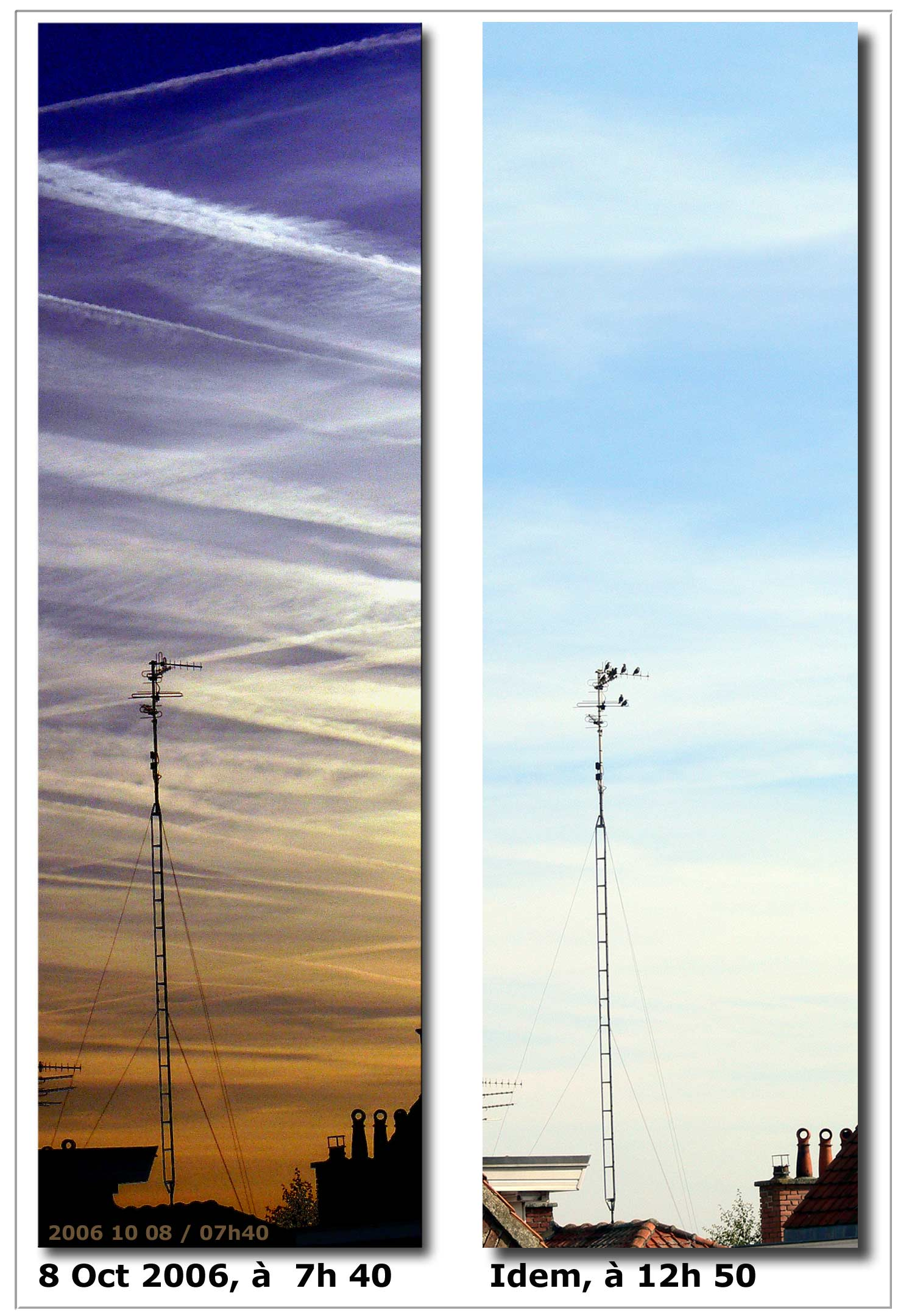
Traînées de condensation se formant au soleil levant (Homogenitus), et leur évolution en cirrus à fort albédo (Homomutatus).
(Lille, 8 octobre 2006).

Le type de nuages anthropogéniques devenu le plus courant est la traînée de condensation (condensé en anglais par contrail). Il se forme à haute altitude dans le sillage des avions à réaction. C'est un nuage de glace qui ne persiste que dans les rares cas de forte sursaturation de l'atmosphère en glace. Les cristaux de glace s'évaporent facilement dans l'air (60 % environ d'humidité ambiante). Selon le physicien de l'atmosphère Ralf Sussmann, la formation de traînées persistantes « peut être minimisée par des moyens techniques »,.
Quand ils ne disparaissent pas en quelques minutes, ces nuages de cristaux de glace horizontaux s'étendent horizontalement, plus ou moins loin et durablement selon les conditions de température et d'ensoleillement, selon l'effet de cisaillement vertical induit par la vitesse du vent horizontal, et selon le degré de turbulence du « régime de dispersion ». Dès sa formation, la traînée s'étend aussi verticalement ; plus ou moins, selon les conditions locales de température et de pression. Une paire de vortex est créée par l'avion en raison des différences de pression aux ailes, mais le « régime de vortex » n'agit que 10 à 100 secondes derrière l'avion.
Une traînée qui persiste et se transforme en cirrus change l'albédo de l'atmosphère. L'augmentation du trafic aérien mondial a ainsi un effet croissant sur les échanges énergétiques globaux de l'atmosphère et sur la nébulosité planétaire. Ce phénomène pourrait encore croître, car le transport aérien augmente régulièrement, et de nombreux prospectivistes, ainsi que l'industrie de l'aviation estiment qu'il devrait encore s'intensifier,,.
Ces traînées, par leurs impacts en termes d'effet de serre,,, doubleraient la responsabilité du trafic aérien en termes de contribution au réchauffement (sachant qu'en 2010, les émissions provenant de l'aviation représentaient environ 3 % du total annuel des émissions de CO2 provenant des carburants fossiles), augmentant ainsi une part qu'on estimait autrefois faible par rapport à d'autres modes de transport.

### Nuages créés par les villes

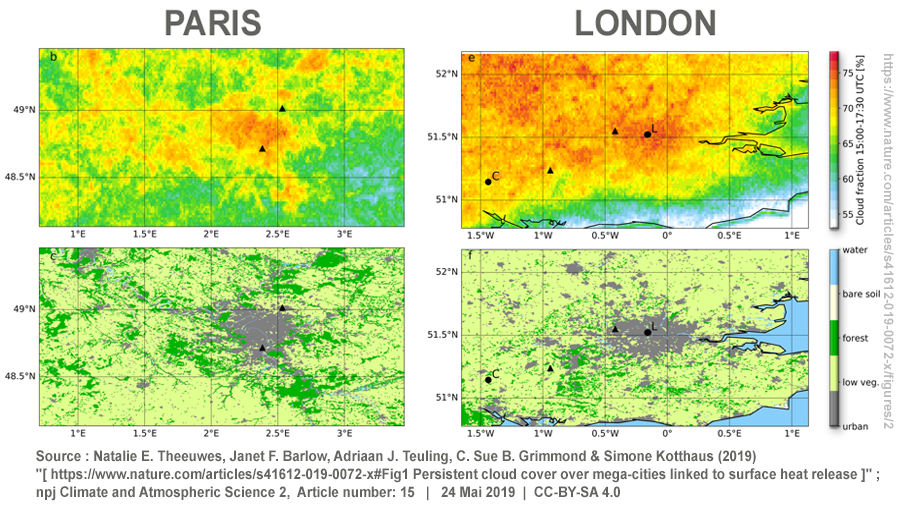
Cartographie d'anomalies de la Nébulosité, artificiellement induite par les conurbations, par le réchauffement urbain (bulle de chaleur) et par la pollution particulaire, ici à Paris et Londres (selon une étude parue en 2019). Plus les couleurs sont chaudes, plus il y are nuages pour 2009-2018 en mai, juin, juillet et août. Moyenne pour 563 jours consécutifs à Paris et pour 549 jours à Londres.

La convection induite par la chaleur accumulé en ville plus qu'à ses alentours ruraux crée une nébulosité artificielle qui, en été, augmente au long de la journée. S'il y a du vent, les nuages urbains et leur pollution se déplacent. Si le vent est faible, la rugosité urbaine favorise encore la formation de nuages

Si en ville le brouillard naturel est plus rare que dans la nature et les milieux ruraux (en raison d'un air plus sec et la température plus chaude), les activités humaines peuvent y susciter un smog de pollution, bas et plus ou moins fréquent, et on a récemment (2019) confirmé que les grandes conurbations urbaines créent leurs propres nuages.
Vers la fin des années 1990, en observant attentivement les zones de formation ou de persistances de nuages de basse-altitude à Nashville et à Tokyo, les météorologues ont constaté des anomalies nuageuses, associées à des modifications microclimatiques aux frontières villes-campagnes, et au-dessus des grandes villes,,. Des modélisations (simulations à haute-résolution,), et des études de cas in situ (à Atlanta ou Pékin par exemple) ont ensuite démontré que les villes influencent les systèmes convectifs locaux de la basse atmosphère, suffisamment pour induire des précipitations convectives, à moyenne échelle. L'étude des bulles de chaleur urbaines a montré que les villes imperméabilisées et dévégétalisées accumulent beaucoup de chaleur.
L'imagerie satellitaire, de plus en plus fine, combinée aux mesures (de la couche limite notamment,) et observations faites à partir du sol, a récemment montré qu'à Londres et Paris, au printemps et en été, le ciel est toujours plus nuageux : un peu le matin, et très significativement l'après-midi et le soir (la nébulosité moyenne urbaine augmente de plusieurs points de pourcentage : avec un pic de + 5,3% (en moyenne, mais atteignant fréquemment 10 à 14%) à 16 h UTC à Paris par rapport aux zones rurales périphériques, alors que l'évaporation est bien moindre en ville, et que l'air y est plus sec qu'en milieu rural. En ne considérant que la fraction nuageuse moyenne, et « au-dessus de Paris, la fraction nuageuse moyenne est variable, de 5 à 10% supérieure à celle des zones environnantes, avec un maximum au nord-est de la ville ».
L'explication du phénomène en est qu'en l'absence de vent, l'empoussièrement et la chaleur augmentent régulièrement au cours de la journée dans et au-dessus de la ville. Cette chaleur entretient une zone de turbulence au-dessus de la conurbation, zone pouvant alors attirer l'air périphérique plus humide (avec sa chaleur latente). Les microparticules issues de la pollution routière et urbaine de l'air peuvent dans ce contexte facilement nucléer des microgoutelettes dans l'air. Et s'il y a un vent modéré, la forme urbaine influencent aussi les nuages bas (de la couche limite) en présentant une surface (« canopée urbaine ») plus rugueuse (en raison du relief des bâtiments, infrastructures et arbres urbains, etc.) que le milieu rural périphérique, généralement cultivé. Selon plusieurs auteurs, ce relief urbain est source d'une convergences et convection friction des masses d'air apportées par le vent avec la ville, au point de pouvoir modifier la nébulosité et parfois la pluviométrie, et les orages,,,. On a aussi constaté que les week-end présentent une météorologie différente.
Les grandes villes, à cause de ces nuages persistant anormalement au-dessus d'elles jusque durant la nuit, pourraient voir leurs îlots de chaleur aggravés par le forçage radiatif nocturne induit par ces nuages anthropiques. Au-dessus de Paris, la zone anormalement nuageuse la nuit peut s'étende sur environ 30 km de diamètre. Une étude récente (2019) faites en Chine, dans une des régions du monde où l'urbanisation est la plus intense et rapide (Delta de la rivière des Perles), a conclu que là « les précipitations extrêmes ont considérablement augmenté (en fréquence et en intensité) dans les zones urbaines, bien que les précipitations estivales totales aient légèrement diminué » ; et le phénomène présente des caractéristiques suggérant que « l'urbanisation joue un rôle important dans le changement urbain des précipitations estivales et provoque des événements pluviométriques plus extrêmes, induisant ainsi des inondations et des pertes de biens associées à des coûts économiques élevés ». Des études antérieures avaient déjà montré que le climat estival était fortement modifié par et dans les grandes villes chinoises, y compris en termes de précipitations, orageuses notamment, comme à Guangzhou ou à Pékin,, (de même qu'à Tokyo au Japon).
Plus bas sous la couche limite, les usines, les centrales thermiques au charbon et au pétrole, les flux de transports utilisant le moteur à explosion, le chauffage, etc. produisent dans le zones d'activité et les villes un flux presque constant d'humidité et de particules. Même les centrales nucléaires et géothermiques produisent de l'humidité pour leur refroidissement. Dans des conditions d'air très stable, la production de brouillard et de smog, mais aussi de stratus, sera augmenté.

### Nuages induits par les incendies de forêt et feux de brousse
Une bonne partie des feux et incendies de savane et de forêt sont causés par l'Homme, directement (volontairement ou accidentellement) ou indirectement (via le dérèglement climatique qui augmente le risque d'incendie). Ceci augmente le nombre et la concentration des noyaux de condensations, qui peuvent servir à la formation de gouttelettes de nuage, et réchauffe la couche limite ce qui déstabilise la masse d'air.
Des nuages convectifs se forment ainsi parfois lors des grands feux de forêts, incendies qui peuvent (en Indonésie par exemple) durer des mois et être à l'origine d'une pollution transfrontalière de l'air (ces nuages dérivent parfois sur des centaines à milliers de kilomètres comme le montre l'imagerie satellitaire). Ces nuages classés parmi les flammagenitus sont la plupart du temps de type pyrocumulus (voire pyrocumulonimbus qui éteignent ou allument d'autres feux de forêt). Ils sont souvent grisâtres à brunâtres en raison des gaz, nanoparticules, microparticules et particules de suies, cendres et poussières qu’ils contiennent et véhiculent.

### Nuages induits par les installations de refroidissement industriel
Les centrales nucléaires et les centrales thermiques classiques, hormis quand elles sont refroidies par de l'eau de mer, et certaines usines disposent de tours de refroidissement où le débit d'eau est tel que la vapeur d'eau injectée dans l'atmosphère peut parfois directement produire des nuages ou alimenter la couche nuageuse déjà présente.

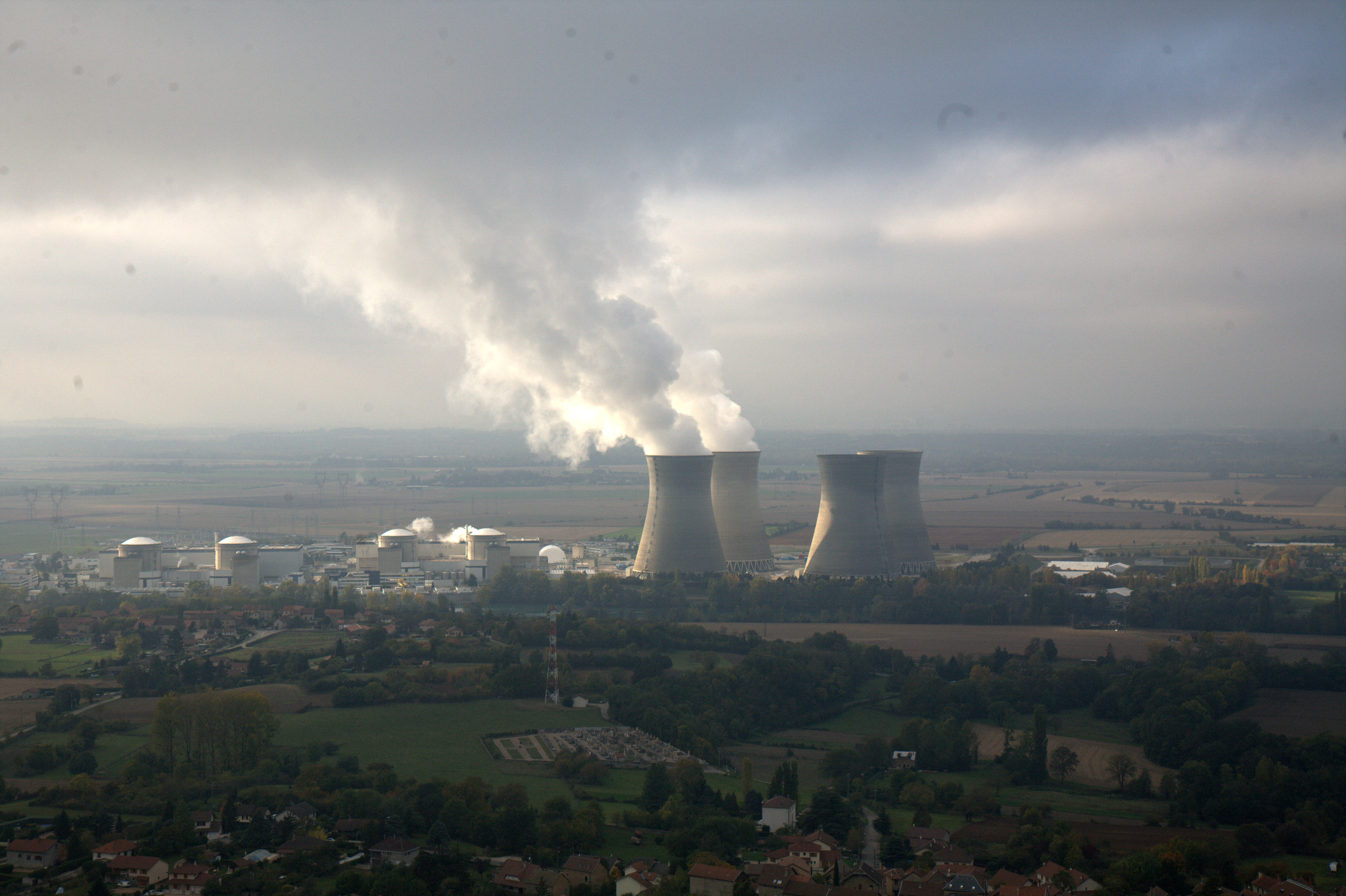
Panache de vapeur d'eau (chargée de chaleur latente) émis par la centrale nucléaire du Bugey qui alimente en humidité la couche limite atmosphérique nuageuse déjà présente.
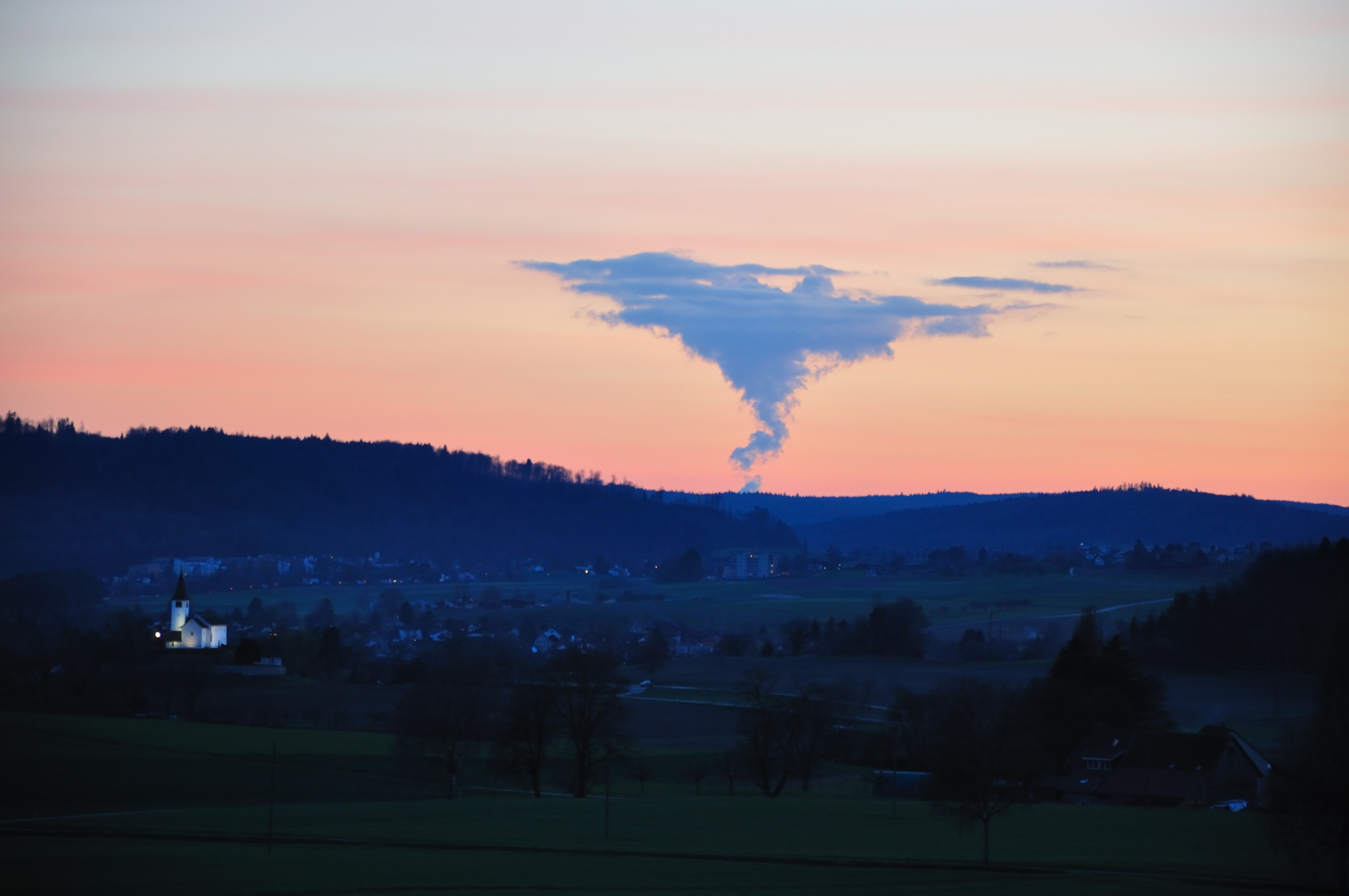
Système de refroidissement de la centrale nucléaire de Leibstadt (Suisse) entraînant la formation d'un nuage solitaire, artificiel.
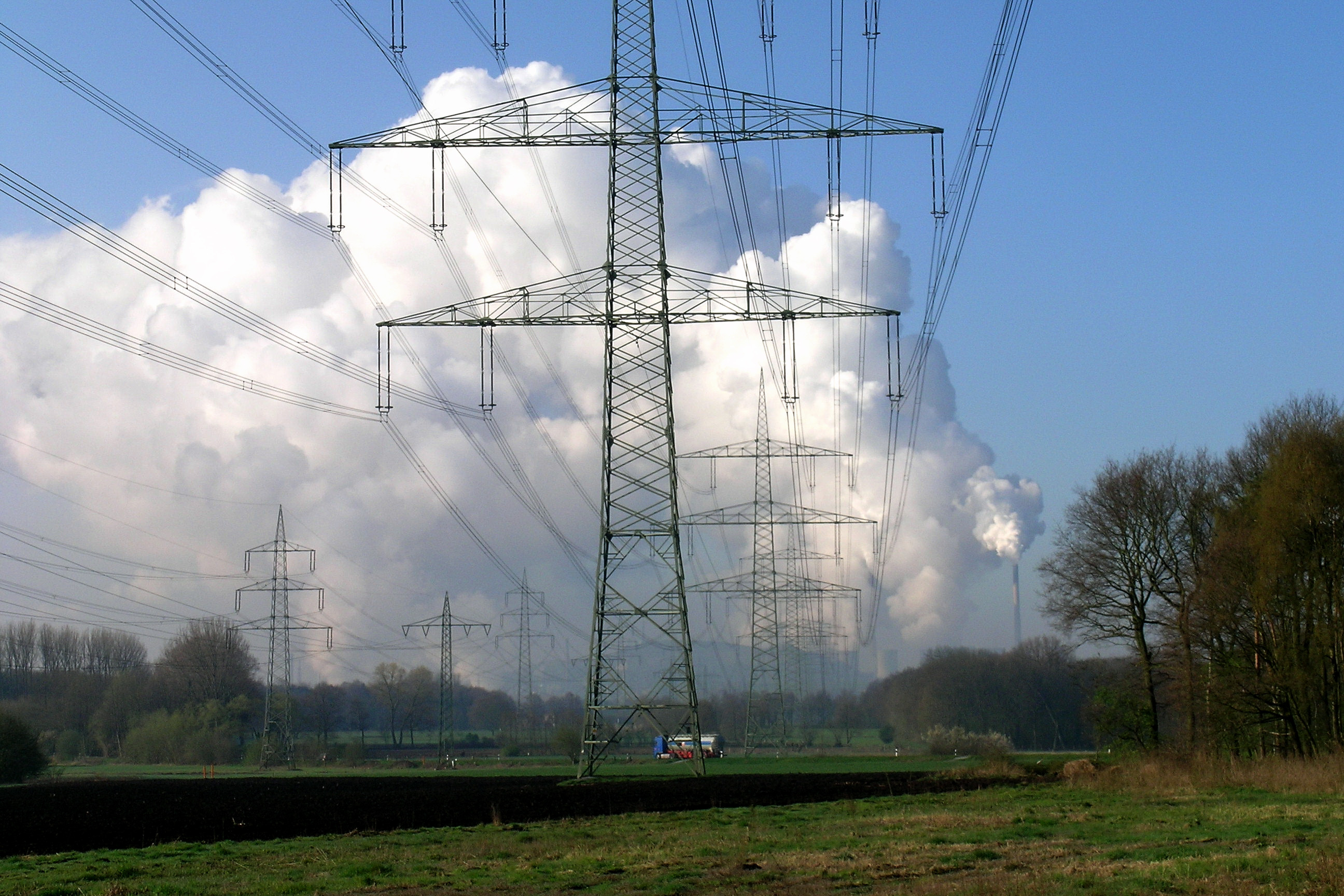
Cumulus homogenitus créé par une centrale au charbon allemande.
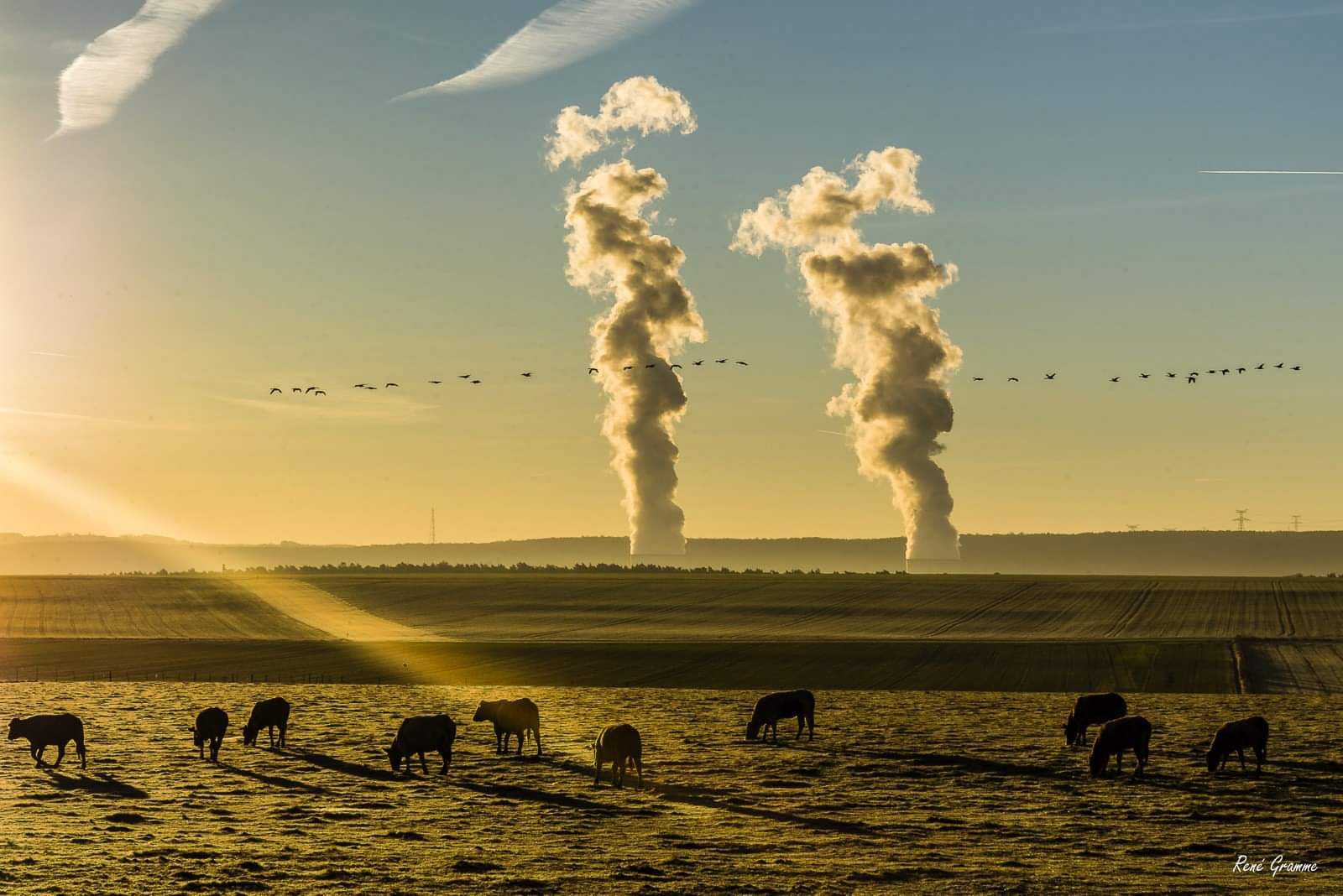
Vapeur sortant de la centrale nucléaire de Chooz et trainées d'avions dans le ciel.

### Nuages« pyrotechniques »
Des cas particulier plus rares sont liés à de grands accidents technologiques (incendies de raffineries ou de puits de pétrole par exemple), aux guerres ou essais nucléaires non souterrains (essais atmosphériques ou en mer qui provoquent un nuage typique en forme de champignon, dit champignon atomique (nuage en champignon induits par les explosions de bombe A ou de bombe H).

### Tempêtes de poussières

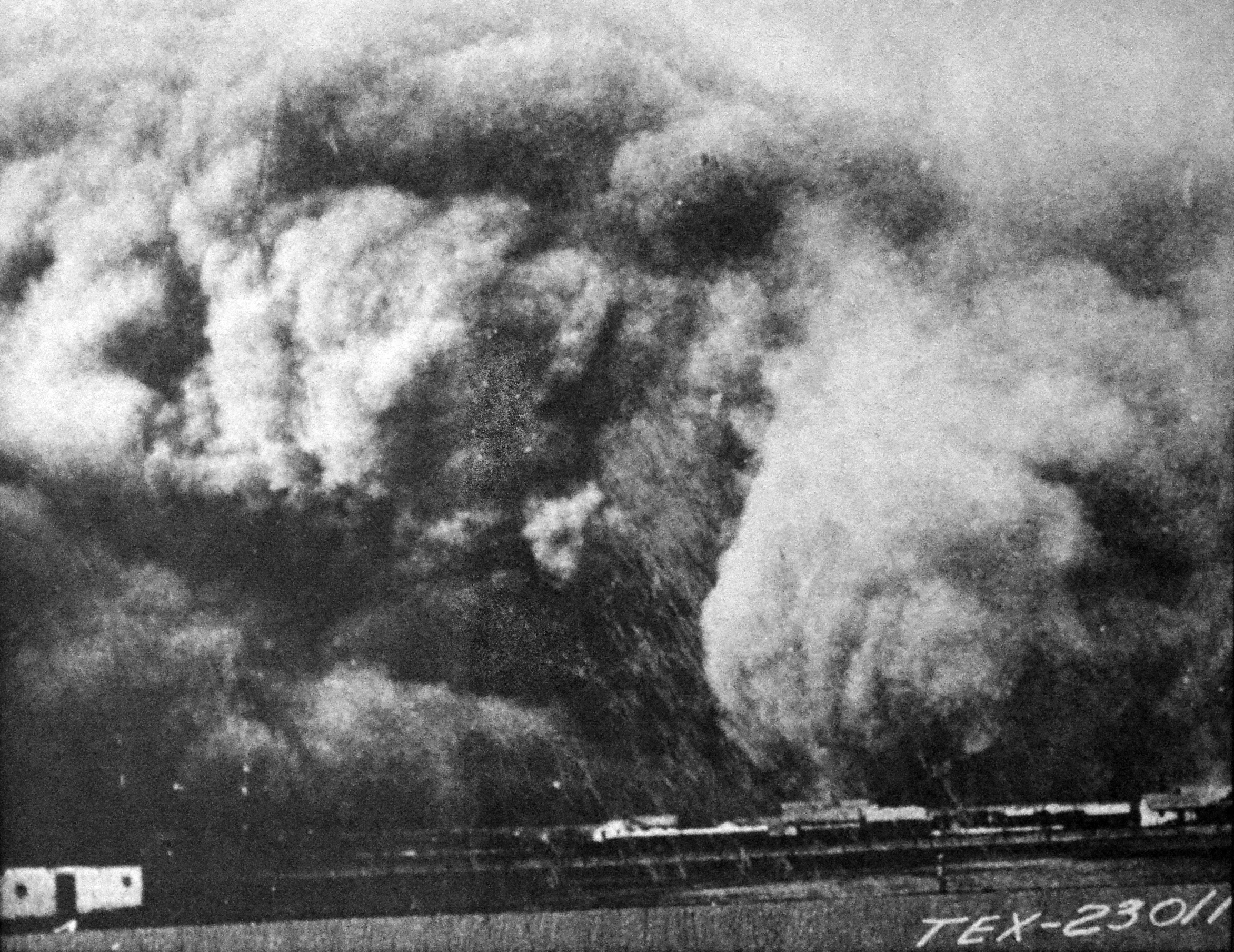
Tempête de poussière au Texas, s'abattant sur Stratford, en 1935.

Certains nuages de poussière et brumes de sable générés par le vent sur des sols dégradés ou érodés par l'Homme (à la suite d'une déforestation, du brûlage ou de la destruction du couvert herbacé, par les cultures, par surpâturage, ou par pullulation de campagnols à la suite de la destruction de leurs prédateurs, etc. peuvent être considérés comme anthropiques, car induite par des pratiques (agricoles notamment) qui ont contribué à la formation de ces nuages de poussières et/ou sable. Dans certains cas, dans le désert de Gobi ou dans certaines régions du Sahel, la mesure de la part naturelle et anthropique du phénomène est délicate à établir.

### Autres
- Certains polluants particulaires de l'air (suies et autres particules carbonées, sulfates...), de par leurs caractéristiques radiatives, peuvent modifier la nébulosité[48] ;
- Des traînées de condensation de navires qui augmente l'albédo le long des couloirs maritimes, quand elles ne se matérialisent pas en nuage, les vapeurs et fumées des navires restent longtemps visibles sur l'imagerie satellite infrarouge, avant de se disperser ;
- Les lancements de fusées ou de missiles stratosphériques peuvent aussi être à l'origine de nuages artificiels de très haute altitude. Récemment, 4 physiciens russes ont étudié le nuage de particules et de gaz formé dans la stratosphère lors d'un tir de missile intercontinental[49]. Ces aérosols issus de la combustion du propergol solide ont été libérés lors de la séparation des étages de l'engin. L'étude s'est notamment basée sur des images numériques faites au crépuscule à 1 500 km de la trajectoire du missile. Selon les auteurs, le centre de ce nuage a pu atteindre 900 km d'épaisseur, pour un diamètre d'environ 2 000 km, et sa luminosité était celle de la lumière solaire interagissant (diffusion) avec les restes dispersés des produits de combustion. Les données obtenues ont permis de spécifier la composition et la dynamique de développement de ce type de nuage artificiel. Selon les auteurs, ce travail peut aider à comprendre les effets de la combustion du propergol solide sur l’environnement et les processus de la haute-atmosphère[50] ;
- Des nuages artificiels peuvent aussi être créés volontairement : de nombreuses expériences de modification du temps impliquent l'augmentation de la nébulosité (ou sa diminution) par divers moyens ;
- Enfin, en zone tempérée, un phénomène de nébulosité accrue avait été récemment également démontré au-dessus des grandes régions enforestées (dont en Europe de l'Ouest)[51]. Les grands boisements artificiels de résineux (faible albédo) contribuent donc aussi à modifier la météo à échelle régionale, y compris en hiver quand il s'agit d'espèces ne perdant pas leurs aiguilles en hiver.

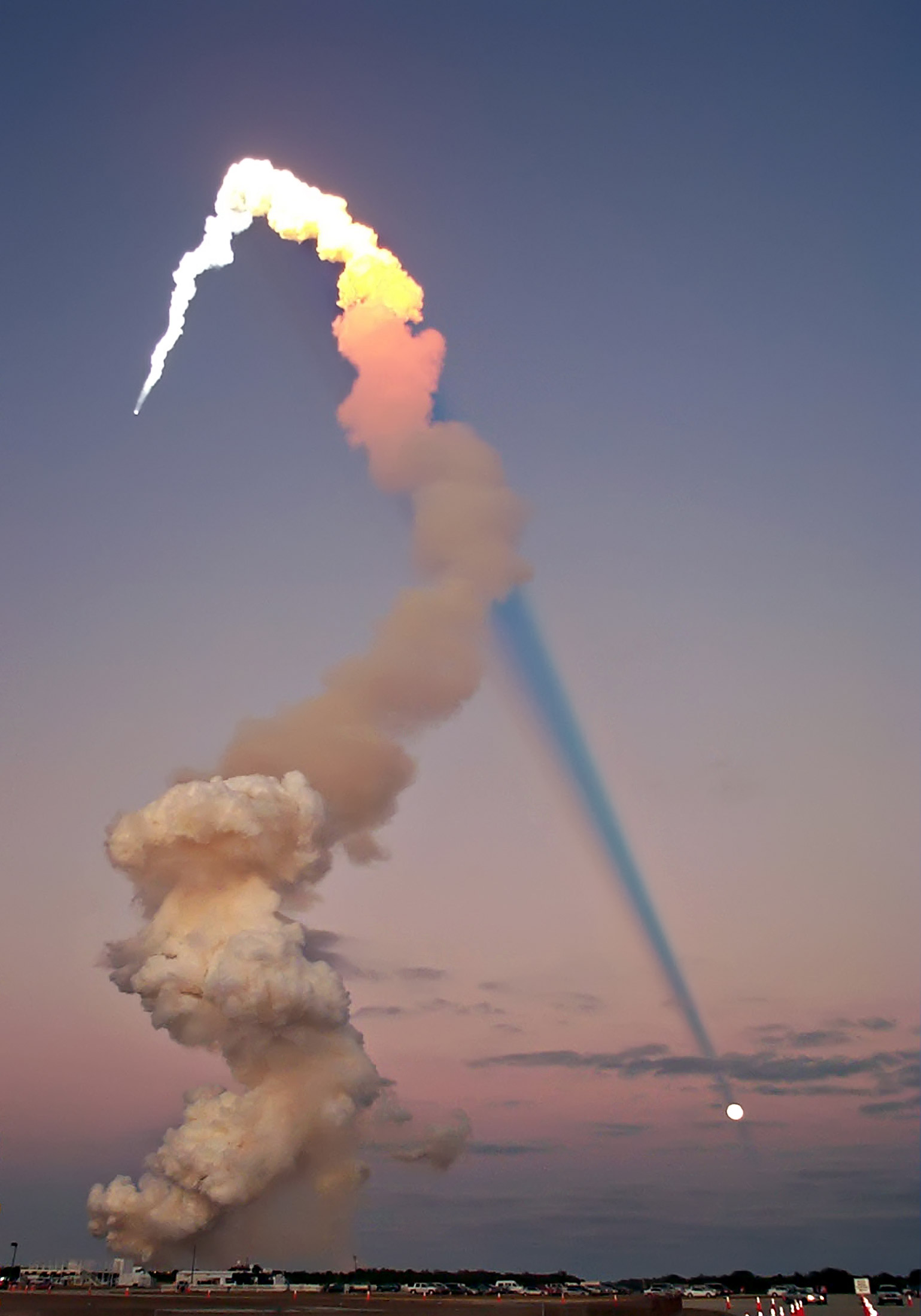
Panache à aspect multiple lors du lancement de la navette Atlantis.
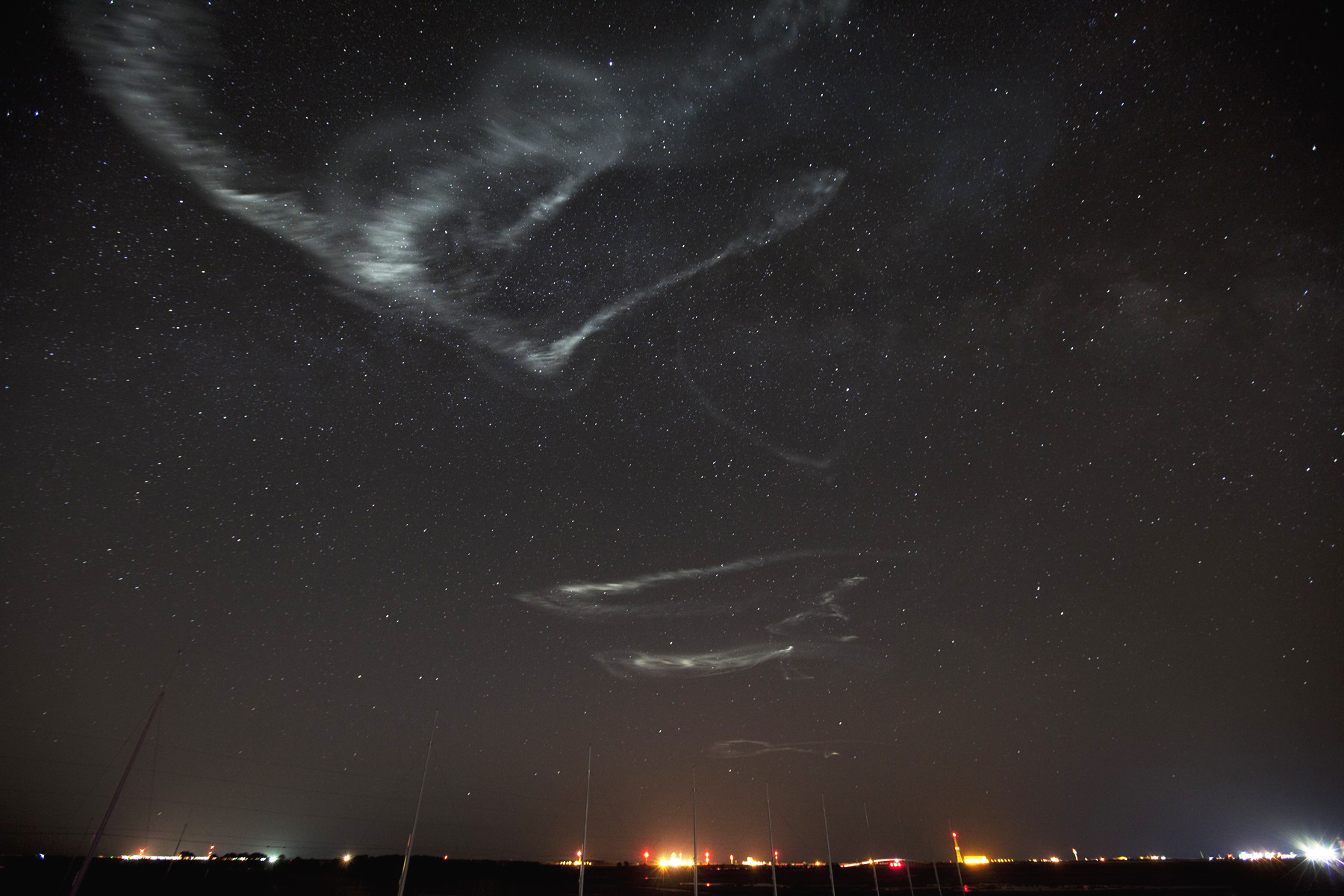
Nuages artificiels créés par une fusée-sonde de la NASA pour l'étude des vents dans les aurores boréales. Une faible quantité de triméthylaluminium (moins que pour un feu d'artifice) a ici été dispersée. En 2019, c'est un mélange baryum/strontium devenant ionisant lorsqu'il est exposé au soleil qui sera utilisé[52].